# 韩城高家祠堂
韩城高家祠堂位于中国陕西省渭南市韩城市金城街道古城北营庙巷（北营庙前）西端小高巷南巷口之东，是韩城老城区保存较好的祠堂家庙，已列为陕西省文物保护单位。

## 历史
自元末至正二十八年（1368年），沧州人韩令高致仕入籍，购城内西北地，高姓在此聚居六百年之久。

## 建筑
高家祠堂始建于明代，坐北向南，院落布局与主体建筑保存完整，包括中轴线上的门房和上房，均面阔三间，硬山顶。。祠堂之西有“大郡伯”高来凤故居。临巷除祖祠外，还建有分祠。

## 保护
2008年9月16日，韩城高家祠堂由陕西省人民政府公布为第五批陕西省文物保护单位，编号5-3-24。